# Photonics Letters of Poland
Photonics Letters of Poland (PLP) là một tạp chí khoa học và công nghệ được xuất bản bởi Hiệp hội Quang tử của Ba Lan. Tạp chí là nơi xuất bản các công trình nghiên cứu khoa học ở các lĩnh vực của quang học, quang điện tử và quang tử trong các khía cạnh sau: nghiên cứu cơ bản và ứng dụng, vật lý và kỹ thuật, vật liệu, linh kiện và thiết bị, mạch và hệ thống, công nghệ và thiết kế, xây dựng và chế tạo và đo lường. Tạp chí xuất bản bằng tiếng Anh, một năm có bốn số. Tất cả các bài báo trên tạp chí đều được truy cập miễn phí trên cơ sở Truy cập Mở (Open access).

## Mã số xuất bản
- eISSN: 2080-2242 (bản trực tuyến)
- GICID: 71.0000.1500.2708
- DOI: 10.4302
- Cơ quan xuất bản: Hiệp hội Quang tử của Ba Lan (Polskie Stowarzyszenie Fotoniczne)

## Chỉ số ảnh hưởng
- Chỉ số SJR (Scimago Journal Rank) năm 2019: 0.241[3]
- Chỉ số SNIP (Source Normalized Impact per Paper) năm 2019: 0.387[3]
- Chỉ số Scopus CiteScore năm 2019: 1.2[3]
- Chỉ số H Index năm 2019: 15[4]
- Danh mục tạp chí SCIE năm 2019: Nhóm Q2[4]
- Photonics Letters of Poland được lập chỉ mục trích dẫn khoa học ở các cơ sở dữ liệu: Scopus, Directory of Open Access Journals (DOAJ), Chemical Abstracts (CAS)[5]

## Ban biên tập[6]
- Tổng biên tập: Miroslaw A. Karpierz, Khoa Vật lý, Đại học Công nghệ Warsaw, Ba Lan
- Chủ tịch Ban cố vấn: Ryszard S. Romaniuk, Khoa Công nghệ, Đại học Công nghệ Warsaw Ba Lan
- Biên tập kỹ thuật: Katarzyna Agnieszka Rutkowska, Slawomir Ertman,Đại học Công nghệ Warsaw, Ba Lan